# Epoca de Aur Neerlandeză
Epoca De Aur Neerlandeză a fost o perioadă in istoria Țărilor de Jos, în mare parte de-a lungul secolului 17, în care comerțul, știința, arta și puterea militară a Olandei au fost printre cele mai prestigioase din lume. Prima parte a acestei epoci a fost caracterizată de Războiul de Treizeci de Ani, ce a luat sfârșit în 1648. Epoca De Aur a continuat și după instaurarea păcii în timpul Provinciilor Unite până spre sfârșitul secolului.
Transformarea Țărilor de Jos în cea mai puternică putere maritimă și economică din lume a fost denumită „Miracolul Olandez” de către istoricul K.W. Swart.